# René Trotobas
René Trotobas (René Thibault de son nom de résistance), né le 17 novembre 1912 à Saint-Étienne et mort le 13 décembre 1999 à Saint-Jeannet, est un diplomate français connu pour avoir mis en relation Georges Pompidou et le général de Gaulle, puis pour avoir rassemblé les documents qui ont permis au général de Gaulle d'écrire ses mémoires.

## Biographie

### Formation
René Trotobas entre à l’École normale supérieure de la rue d'Ulm en 1932.

### Vie professionnelle
Il part enseigner le français à Tokyo, Japon d'où il entend l'appel du général de Gaulle le 18 juin 1940. Il décide de le rejoindre immédiatement à Londres où il devient son aide de camp.
C'est pendant cette période que Thibault deviendra son nom de guerre, en référence à l’œuvre de Roger Martin du Gard, Les Thibault.
Il est ensuite directeur de cabinet de Jacques Soustelle, ministre de l'Information du gouvernement provisoire à partir de 1945.
Après la guerre, il entame une carrière de diplomate. Il est directeur des émissions sur ondes courtes, directeur de l'information à la RTF (de 1954 à 1956 puis pour un court moment en octobre 1958), consul de France à Casablanca (Maroc), ambassadeur de France en Équateur (1969-1972). Il termine sa carrière comme ambassadeur de France en Colombie (1972-1976).

### Famille
Originaire de Saint-Étienne, René Trotobas a un frère, Jean, et une sœur, Honorine.
René Trotobas épouse Audrey Burton en 1943, rencontrée à Londres pendant la guerre ; le couple aura deux enfants, Marc et Caroline. 
Il élève aussi son neveu René, dont le père, Marcel Foglizzo, camarade de promo à l'École normale supérieure et lieutenant goumier marocain, est mort pour la France en novembre 1944 dans les Vosges après le débarquement de Provence.

## Notoriété
En septembre 1944, il met indirectement Georges Pompidou en contact avec de Gaulle,,,.
Après la guerre, René Trotobas rassemble environ 3 000 documents — sur un ensemble de 100 000 pièces — à partir desquelles le général de Gaulle rédige ses mémoires,,,,,
.

## Distinctions
En 1953, René Trotobas est promu officier dans l'ordre national de la Légion d'honneur.